# Gas d'envasat
Un gas d'envasat, (en anglès:packaging gas) es fa servir per envasar materials sensibles com són els aliments dins un ambient amb una atmosfera protectora o modificada. El gas que s'utilitza és normalment un gas inert, o amb una naturalesa que protegeixi la integritat dels productes empaquetats, per inhibir reaccions químiques indesitjades com l'oxidació i d'altres. Alguns d'aquests gasos serveixen de propel·lent com passa amb la nata en esprai. Diverses organitzacions s'encarreguen d'aprovar o no l'ús d'aquests gasos. Exemples del seu Codi Es són:

## Gasos inerts
Aquests tipus de gasos no afecten un canvi químic en les substàncies que protegeixen.
- argó (E938), usat en productes enllaunats
- heli (E939), usat en productes enllaunats
- nitrogen (E941), també un propel·lent
- diòxid de carboni (E290), també un propel·lent

## Gasos propel·lents
Fan que el producte surti del seu contenidor.
- clorofluorcarbonis coneguts com a CFC (E940 i E945), es fan servir rarament pel dany a la capa d'ozó:[4]
  - diclorodifluorometà (E940)
  - cloropentafluoroetà (E945)
- òxid de dinitrogen (E942), usat en productes cremosos
- octafluorociclobutà (E946)

## Gasos reactius
S'han de fer servir amb compte, poden causar oxidacions o contaminacions en alguns materials
- oxigen (E948), per envasar verdures
- hidrogen (E949)

## Gasos volàtils
Els gasos hidrocarburs s'han de fer servir i transportar amb molt de compte en l'envasat perquè són molt combustibles i poden ser explosius.
- butà (E943a)
- isobutà (E943b)
- propà (E944)